# Evangelický kostel (Komorní Lhotka)
Evangelický kostel v Komorní Lhotce je jedním z luterských tolerančních kostelů na Těšínsku.
Základní kámen ke stavbě původní evangelické modlitebny v Komorní Lhotce byl položen 1. května 1782. Modlitebna byla vystavěna v letech 1782-1783 v klasicistním stylu. Interiér kostela je inspirován Ježíšovým kostelem v Těšíně a v jeho výzdobě lze zaznamenat doznívající rokokové prvky. Sochařská výzdoba oltáře a kazatelny pochází z dílny těšínské sochařské rodiny Prackerů. V první polovině 19. století byly uvnitř kostela vybudovány galerie - nejprve na západní straně a posléze na východní straně. Roku 1852 byla ke kostelu přistavěna věž, a tím získal svou dnešní podobu. Elektrifikován byl v roce 1937. V letech 2007-2008 byl kostel nově omítnut.
Vedle kostela je hřbitov s kamenným náhrobkem rytíře Jana Bohumila Tschammera z Jiskřičína a jeho manželky; náhrobek pochází z poloviny 19. století a je ozdoben litinovým erbem. Jsou zde také náhrobky evangelických pastorů (např. Š. Nikolaidese či Jerzyho Heczka), kurátorů (např. A. Walacha) a učitelů (např. J. Břežka).

## Galerie

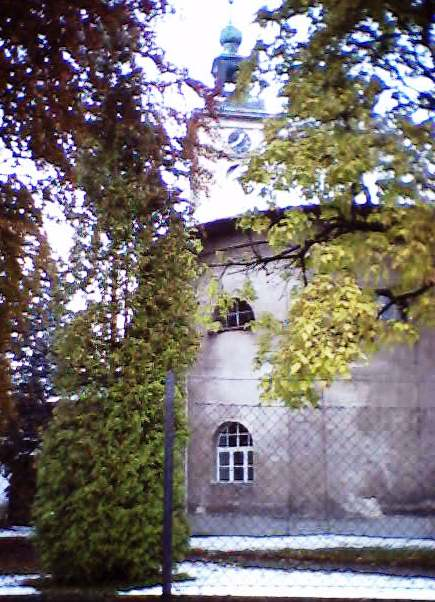
Pohled na apsidu kostela (2007)
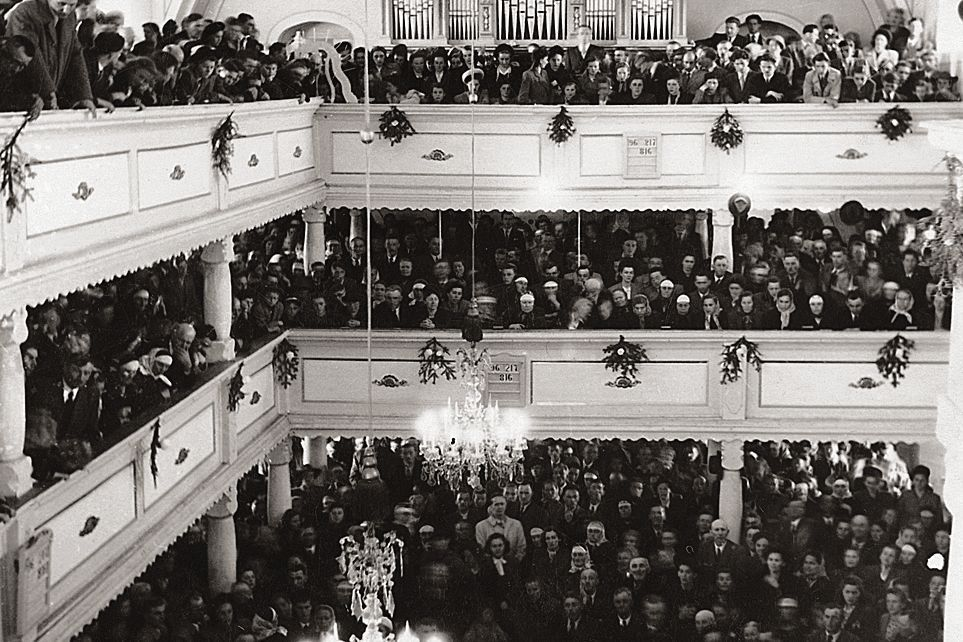
Pohled do interiéru kostela (1949)
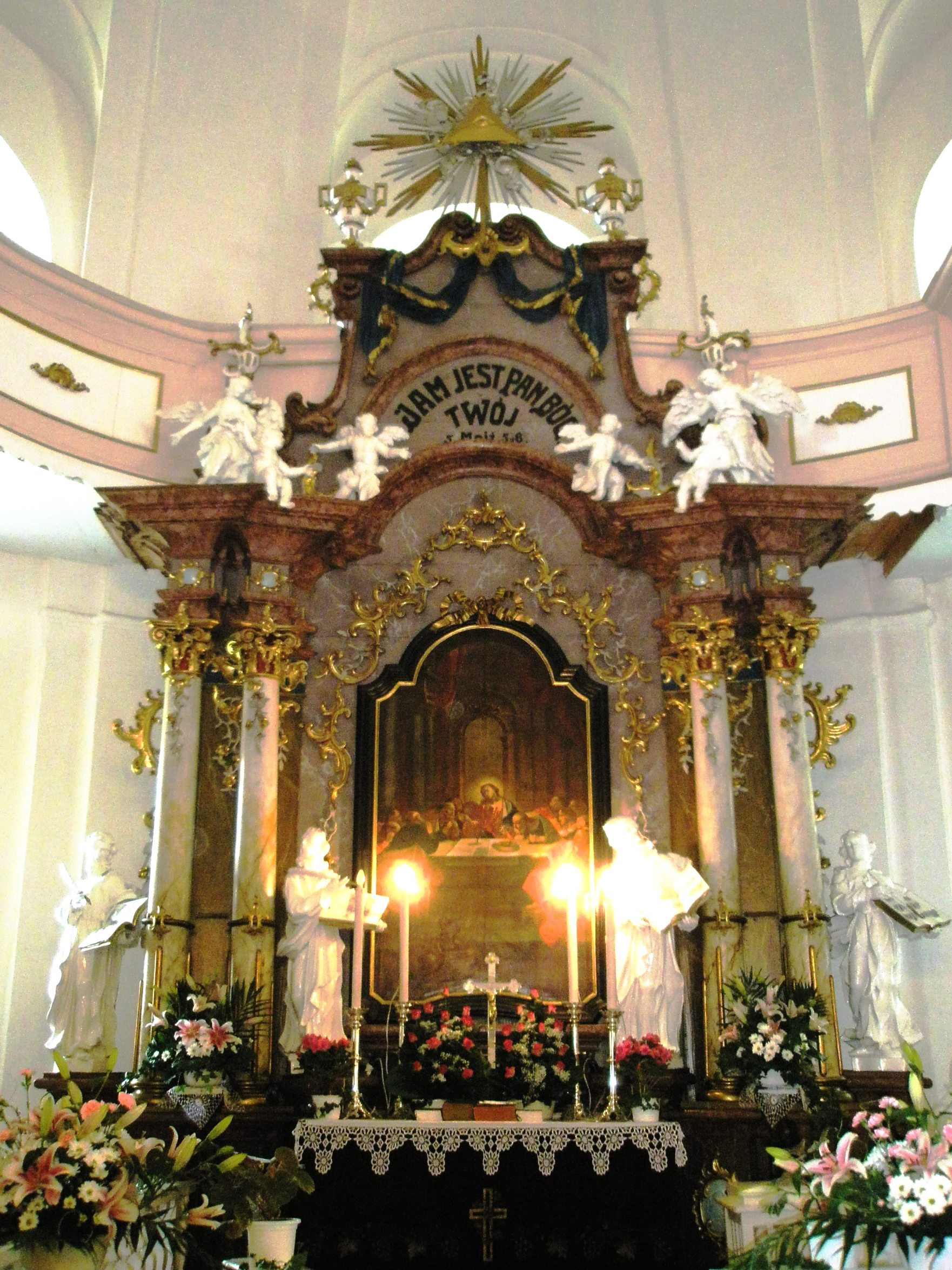
Oltář
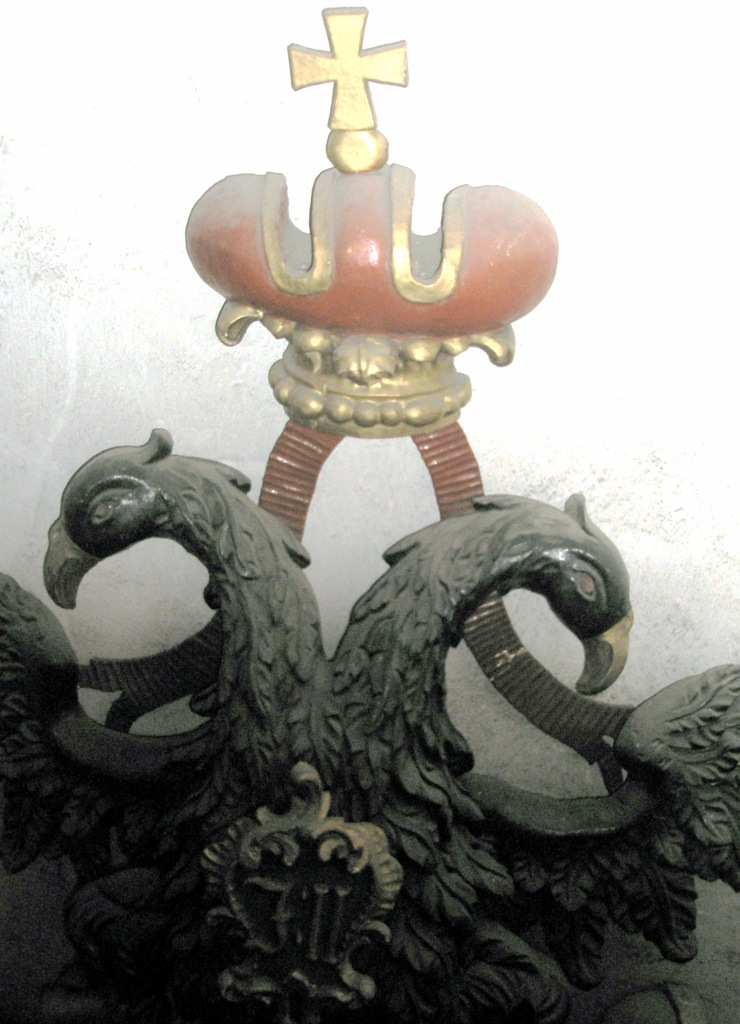
Detail císařského orla, jenž byl původně umístěn na oltáři
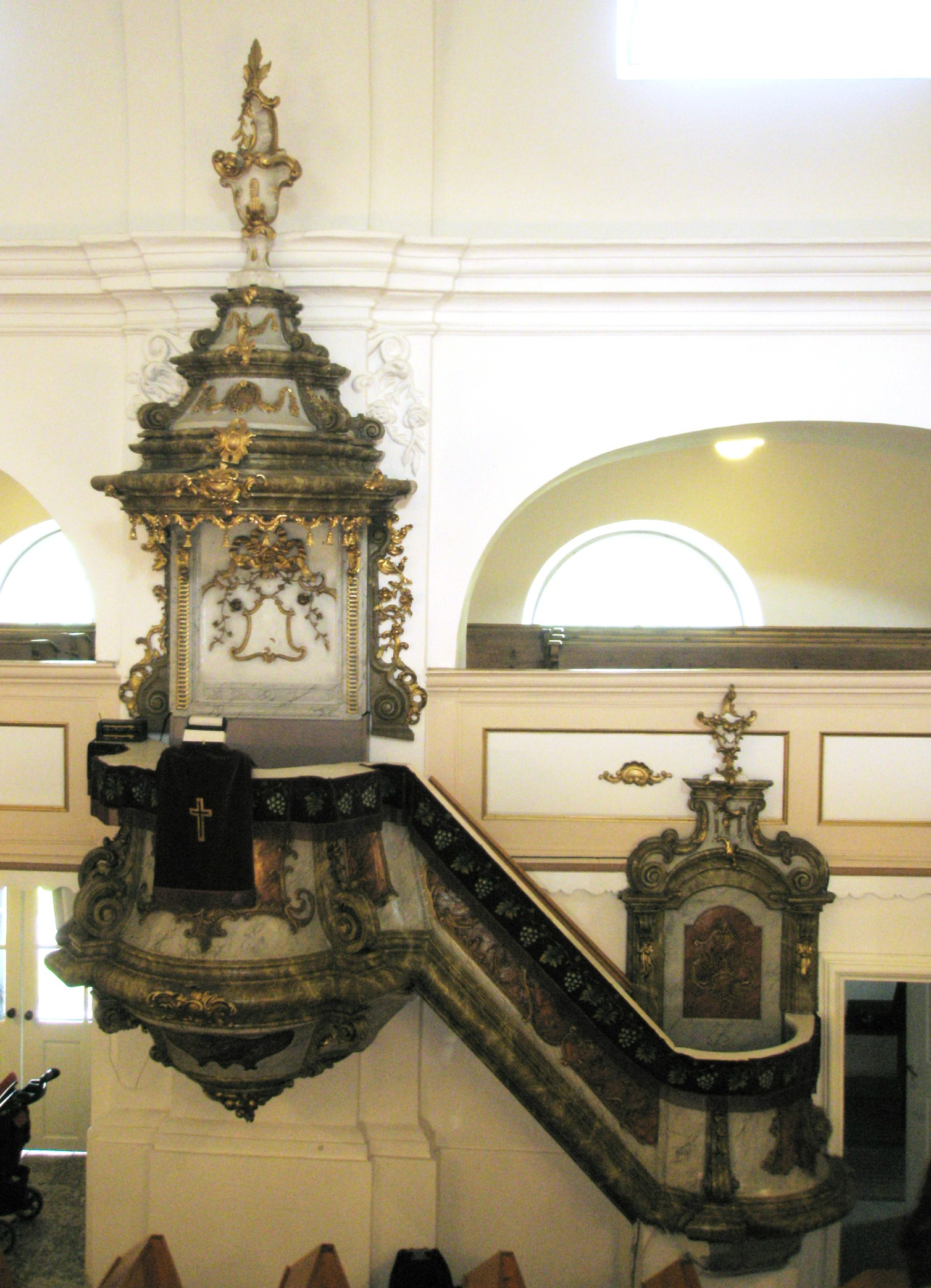
Kazatelna
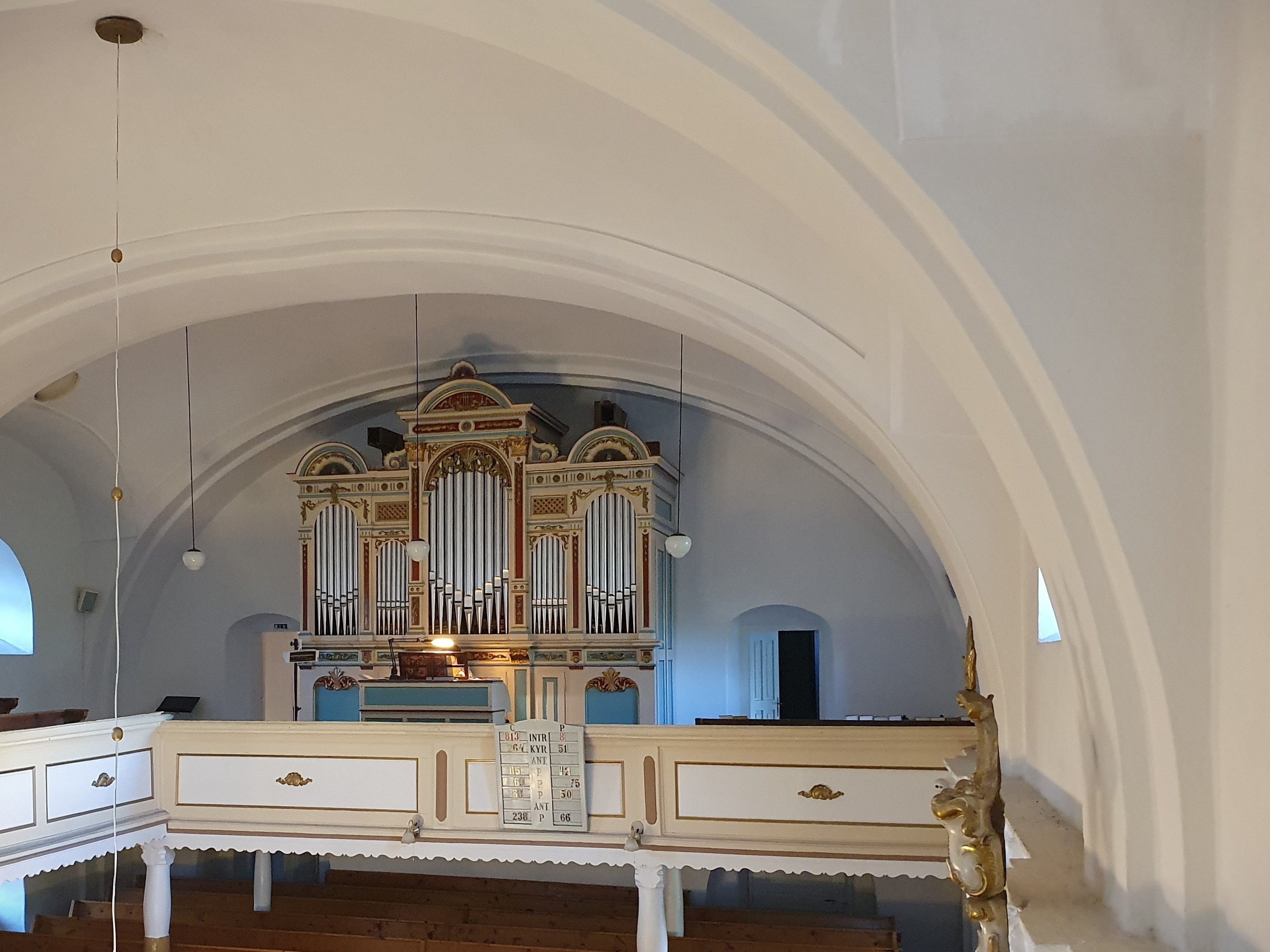
Varhany
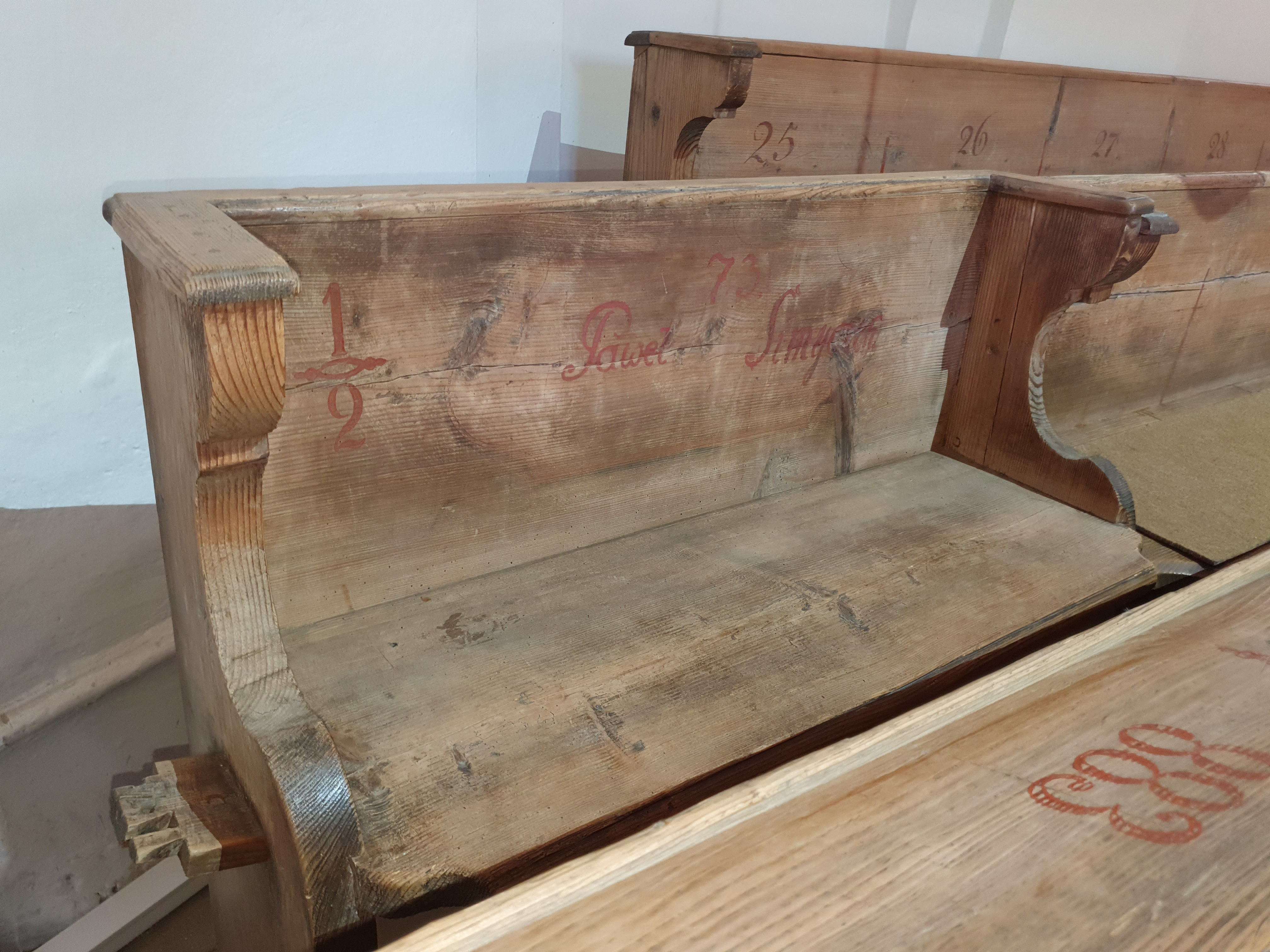
Staré kostelní lavice
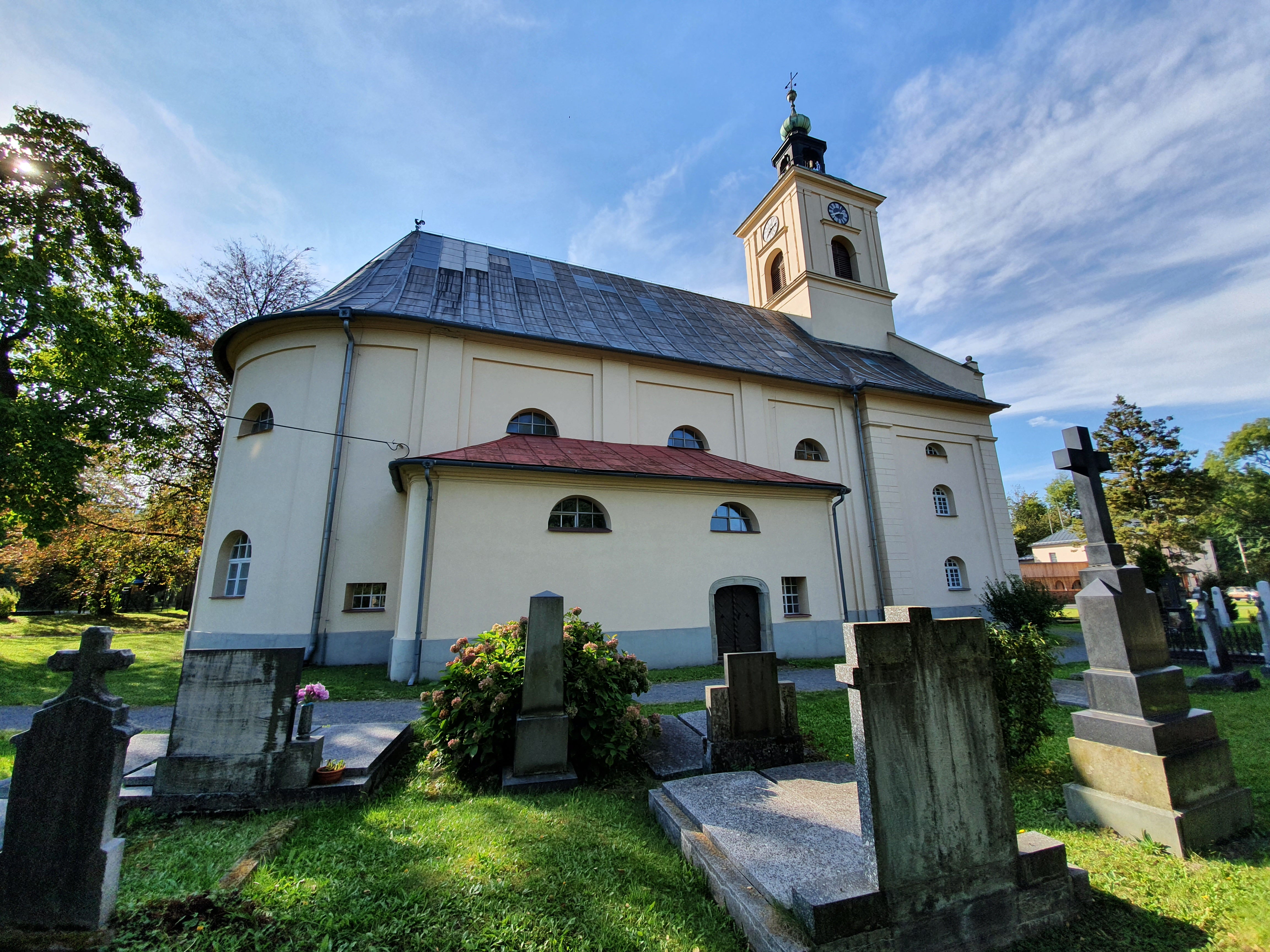
Kostel se hřbitovem
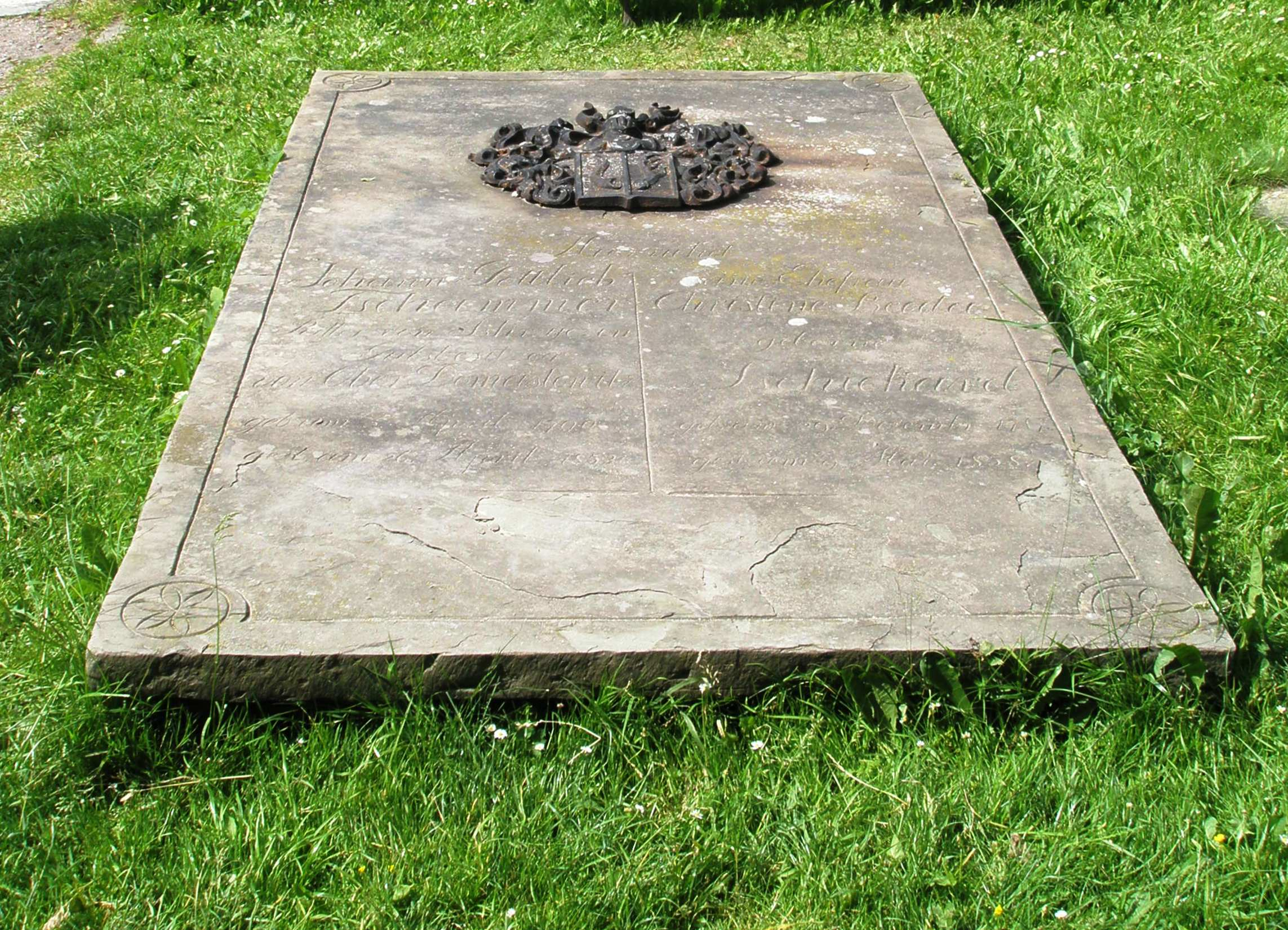
Náhrobek Tschammerů